# Kanton Châtelus-Malvaleix
Châtelus-Malvaleix is een voormalig kanton van het Franse departement Creuse. Het kanton maakte deel uit van het arrondissement Guéret. Het werd opgeheven bij decreet van 17 februari 2014, met uitwerking op 22 maart 2015.

## Gemeenten
Het kanton Châtelus-Malvaleix omvatte de volgende gemeenten:
- Bétête
- La Cellette
- Châtelus-Malvaleix (hoofdplaats)
- Clugnat
- Genouillac
- Jalesches
- Nouziers
- Roches
- Saint-Dizier-les-Domaines
- Tercillat